# Mount Hall (Lillie Range)
Mount Hall ist ein 2430 m hoher und felsiger Berg in der antarktischen Ross Dependency. Er ragt 2,5 km südwestlich des Mount Daniel aus einem schneebedeckten, tafelbergartigen Massiv auf, welches das Südende der Lillie Range im Königin-Maud-Gebirge bildet.
Mitglieder einer Mannschaft zur Erkundung des Ross-Schelfeises (1957–1958) unter der Leitung des US-amerikanischen Geophysikers Albert P. Crary (1911–1987) entdeckten und fotografierten ihn. Crary benannte den Berg nach Lieutenant Commander Ray Eldon Hall, Pilot der Flugstaffel VX-6 der United States Navy bei mehreren Deep Freeze Operationen.